# Anastáz
Anastáz je mužské jméno, počeštěný tvar jména Anastasius. Jméno pochází z řečtiny a znamená vzkříšený. V Česku není toto jméno běžně používáno, v současnosti žádný nositel české podoby nežije. V minulosti se však vyskytovalo především v matrikách 18. století. Ženská podoba Anastázie je výrazně početnější.

## Významné osobnosti
reálné osobnosti
- Anastáz Ivanovič Mikojan (1895–1978) – sovětský státník arménského původu
- Jan Anastáz Opasek (1913–1999) – opat Břevnovského kláštera a politický vězeň

fiktivní postava
- Anastázius Kočkorád, veliký kouzelník od Rudolfa Slawitscheka